# Jaap Egmond
Jacob Johannes (Jaap) Egmond (New York, 31 augustus 1913 - Amstelveen, 26 november 1997) was een Nederlands kunstenaar, die actief was als beeldhouwer, schilder en leraar. Tevens was hij pianist.
Als schrijver over didactiek heeft Egmond bijgedragen aan de theorie van de kunstbeschouwing en het tekenonderwijs.
Zijn kunstwerken bestaande uit abstracte reliëfs vertonen verwantschap met het werk van Jan Schoonhoven. Hiermee was hij in Nederland in de jaren zeventig en tachtig een vertegenwoordiger van het minimalisme.

## Levensloop
Jaap Egmond werd geboren in New York. Zijn vader was kapitein op de grote vaart. Door de dreiging van de Eerste Wereldoorlog verhuisde het gezin terug naar Nederland, waar hij in Amsterdam opgroeide. Hij volgde van 1932 tot 1936 de opleiding tot tekenleraar aan het Rijksinstituut tot Opleiding van Tekenleraren, gevestigd in een zijgebouw van het Rijksmuseum in Amsterdam. Aanvankelijk volgde hij in 1931/1932 een opleiding piano aan het Conservatorium van Amsterdam.
Na zijn opleiding begon hij in 1937 als tekendocent op diverse scholen in Amsterdam, en bleef de rest van zijn werkleven als docent actief. Na de oorlog gaf hij enkele jaren les aan het Vossius Gymnasium, daarna als leraar tekenen, handenarbeid en kunstgeschiedenis aan de Kweekschool, later de Pedagogische Academie in Amsterdam.
In het begin van de jaren zestig ontwikkelde hij met zijn collega Klaas de Poel een nieuwe lesmethode voor de Kweekschool voor onderwijzers. Hun methode werd gebruikt in diverse lesboeken, zoals in de serie Vormgeving en Mens en Muze.
In 1969 vestigde Egmond zich als kunstenaar in Amstelveen. Vanaf dat moment maakte hij vele schetsontwerpen en schiep hij enkele honderden reliëfs, in karton en papier. In de vroege jaren 70 begon hij te exposeren bij galeries en kunstinstellingen. Later ging hij experimenteren met vrijstaand werk in staal, en maakte hij schilderijen. In de jaren 80 verzorgde hij met Wim de Ruiter een totaaltheater. Grote plastieken van Egmond, wisselend belicht, vormden hierbij het decor van de moderne muziekoptredens.

### Persoonlijk
Als jongeling twijfelde Egmond tussen een opleiding als pianist of als tekenleraar. Later trad hij in beperkte kring op als begeleider van vooral zangers. Sinds de jaren 30 was hij samen met zijn vrouw Joke Sprokkereef (1918-1986). Zij was onderwijzeres tot de oorlog begon. Na de oorlog woonde het echtpaar in Amstelveen, waar hun vier kinderen werden geboren.

## Werk

### Beeldende kunst
Egmond wordt gezien als constructivist. Zijn werk is beïnvloed door de Nederlandse Nul-beweging, die uiteengevallen was toen hij zijn eerste werk maakte. Kenmerkend is het spel met licht en schaduw, en de monochromie.

### Exposities, een selectie
- 1971. Structuren van papier en plexiglas van Jaap Egmond. Galerie-s, Amsterdam.[8][9]
- 1972. Jaap Egmond, Galerie Kokon, Tilburg.[10][11]
- 1973. Jaap Egmond en Willem Maat dubbelexpositie, Aemstelle Amstelveen[4]
- 1974. Seriële structuren, Van Reekum Galerij Apeldoorn.
- 1975. Nederlandse Kring van Beeldhouwers, Amstelpark Amsterdam.
- 1976. Nederlandse Kring van Beeldhouwers, Stedelijk Museum Amsterdam.
- 1977. Egmond, Galerie Bouma Amsterdam.
- 1977. Seriële reliëfs, Cultureel Centrum Amstelveen.
- 1978. Nederlandse Kring van Beeldhouwers, Amstelpark Amsterdam.
- 1978. Wandreliëfs en staalplastieken, Exposorium Vrije Universiteit Amsterdam.
- 1979. Nederlandse Kring van Beeldhouwers, Stedelijk Museum Amsterdam.
- 1980. Jaap Egmond en Jan Verschoor, reliëfs van papier en plastieken in brons, Kunstenaarscentrum Bergen.
- 1981. Reliëf, een beeld- en klankstruktuur, met muziek van Wim de Ruiter, o.a. in De IJsbreker Amsterdam.
- 2018. Jaap Egmond,  Galerie des Amis Woudrichem, verkooptentoonstelling uit de collectie Yellow Fellow.

### Quotes
In 1972 schreef hij bij een expositie van zijn werk de volgende tekst:
waarom struktuur? waarom boeit ons een kristal? omdat het met zijn heldere struktuur tot onze verbeelding spreekt zonder dat wij er een bepaalde vorm in hoeven te herkennen? Waarom is de muziek van bach, vivaldi, scarlatti tegenwoordig in trek, ook bij de jeugd? is dat omdat ook deze komposities uit muzikale konstrukties zijn opgetrokken zonder dat in deze strukturen een gemakkelijk herkenbare melodie is ingevuld?
Hij gebruikte in zijn teksten de destijds vooruitstrevende ‘nieuwe spelling’, met het negeren van hoofdletters.

## Publicaties (selectie)
- Egmond, Jaap en Klaas de Poel. Vormgeving, J.B. Wolters, 1961; Drie delen, 1: Kinderen tekenen, 2: Kunstbeschouwing, 3: Handenarbeid.
- Egmond, Jaap en Klaas de Poel. Kreatief, Noordhoff, 1962.
- Egmond, Jaap en Klaas de Poel. Mens en Muze, Noordhoff, 1965.
- Egmond, Jaap en Klaas de Poel. Kunst onderweg in Nederland: een vergelijkende beschouwing over de karakteristieke hoogtepunten in de kunst van ons land. De Haan, 1968.